# Anton Tripp
Anton „Toni“ Tripp (* 2. August 1911 in Essen; † 2. August 1991 in Düsseldorf) war ein deutscher Fotograf und Publizist.

## Leben
Tripp belegte 1929 Fotografie-Kurse an der Kunstgewerbeschule und besuchte die Folkwangschule bei Max Burchartz in Essen. Sein älterer Bruder Willi Tripp hatte seine künstlerische Ausbildung ebenfalls an der Folkwangschule erhalten. Später absolvierte er eine Fotografenlehre. 1940 wurde Tripp zur Wehrmacht eingezogen und diente bei der Bewachung sowjetischer Kriegsgefangener. Auch im Krieg bewahrte er sich als Fotograf sein sozialkritisches Denken und schoss Bilder von bettelnden Kriegsopfern, verstümmelten Soldaten und protestierende Kriegerwitwen. In Düsseldorf wurde er ausgebombt, zog aufs Land und sorgte bei Kriegsende durch Hissen von weißen Fahnen für die kampflose Übergabe des Ortes Hachen an vorrückende alliierte Truppen.
Ab 1947 war Tripp als Fotograf tätig, wobei er hauptsächlich das Genre der Arbeiterfotografie bediente. Selbst überzeugter Kommunist, arbeitete er als Journalist und Bildredakteur für sozialistische Zeitschriften wie „Arbeiterfotografie“, „Die Liga“, „Frau und Frieden“ oder „Poeten für den Frieden“. Er dokumentierte Zechenstilllegungen, Protest- und Ostermärsche, Arbeitskämpfe sowie das Alltagsleben der Arbeiterklasse an Rhein und Ruhr. Zwischen 1951 und 1969 unterhielt er in Düsseldorf den TT-Bilderdienst, mit dem er zahlreiche Zeitungen, wie den Spiegel, sowie Nachrichten- und Presseagenturen belieferte.
Im Ruhestand widmete sich Tripp mehr und mehr der Schriftstellerei und dem Verfassen von Gedichten.
Neben seiner Tätigkeit als Künstler und Journalist wurde Tripp für sein Engagement für gefährdete Bodendenkmäler im Rheinland bekannt. So setzte er sich beispielsweise für archäologische Ausgrabungen auf dem Gelände der Düsseldorfer Schlösser Brauerei und für den vollständigen Erhalt von Haus Bürgel ein. Auch brachte er sich aktiv in die Gestaltung des Geschichtslehrpfades „Jahrtausendsteine“ in Düsseldorf-Garath ein.
Er erhielt 1982 den Literaturpreis des „Freundeskreises Düsseldorf Buch“.

## Sammlungen und Ausstellungen
Das Fotoarchiv des Ruhr Museums in Essen besitzt zahlreiche Fotonegative aus dem Nachlass Tripps. Das Fotoarchiv seines Sohnes Manfred Tripp mit weiteren Negativen aus dem Nachlass des Vaters befindet sich im Archiv des Hamburger Instituts für Sozialforschung. 2016 zeigte der Kulturbahnhof Eller eine umfangreiche Tripp-Ausstellung.

## Werke
- Balthasar im Laden. Selbstverlag, Frankfurt am Main 1964
- Parkgesang. Peters, Hanau 1979 ISBN 3-87627-034-0
- Palette des Poeten. Offizin de Hripu, Windecken 1986
- Zahn der Zeit. Offizin de Hripu, Frankfurt am Main 1983
- Tropfen auf heisser Ofenplatte. Offizin de Hripu, Nidderau 1993 ISBN 3-9803450-5-X
- Peter-Minuit-Denkmal, Wesel (Fotografien)